# Tour d'Anglemein
La tour d'Anglemein est une tour fortifiée située à Rambervillers, en France.

## Localisation
Compris au sein de la commune de Rambervillers, le monument est situé 13 rue du Docteur-Lardier dans le département des Vosges en région Grand Est. 

## Historique
Au XIIIe siècle, une enceinte composée de 24 tours a été érigée et a été agrandie vers le sud au XVe siècle. En 1724, les fossés entourant l'enceinte ont été transformés en jardins. Les sept portes de la ville ont été ensuite démolies au XVIIIe siècle, ne laissant que cinq tours debout ; la tour d'Anglemein est celle qui est la mieux conservée.

## Description
Sa plate-forme de défense a été démantelée, un passage a été ouvert au rez-de-chaussée, des fenêtres ont été percées et les niveaux ont été réorganisés au XVIIIe siècle.

## Protection
La tour en totalité, ainsi que les vestiges de courtine et de digue attenants sont inscrits au titre des monuments historiques par arrêté du 5 novembre 2002.